# Campionatul de fotbal din Costa Rica 2009-2010
Campionatul de fotbal din Costa Rica 2009-2010 a fost al 91-lea sezon din Primera División de Costa Rica.
| Poz | Echipa                    | MJ | V  | E  | Î  | GM | GP | G   | Pct | Promovare sau retrogradare                                           |
| --- | ------------------------- | -- | -- | -- | -- | -- | -- | --- | --- | -------------------------------------------------------------------- |
| 1   | Saprissa                  | 36 | 19 | 12 | 5  | 53 | 31 | +22 | 69  | Calificată în grupele CONCACAF Champions League 2010-2011            |
| 2   | Alajuelense               | 36 | 19 | 7  | 10 | 47 | 28 | +19 | 64  |                                                                      |
| 3   | Herediano                 | 36 | 15 | 8  | 13 | 45 | 45 | 0   | 53  |                                                                      |
| 4   | Brujas                    | 38 | 12 | 14 | 12 | 40 | 40 | 0   | 50  | Calificată în calificările pentruCONCACAF Champions League 2010-2011 |
| 5   | Pérez Zeledón             | 34 | 13 | 9  | 12 | 43 | 46 | −3  | 48  |                                                                      |
| 6   | Santos                    | 36 | 12 | 10 | 14 | 35 | 40 | −5  | 46  |                                                                      |
| 7   | Puntarenas                | 40 | 10 | 16 | 14 | 42 | 53 | −11 | 46  |                                                                      |
| 8   | Cartaginés                | 34 | 11 | 12 | 11 | 37 | 34 | +3  | 45  |                                                                      |
| 9   | San Carlos                | 36 | 11 | 11 | 14 | 30 | 44 | −14 | 44  |                                                                      |
| 10  | Águilas Guanacastecas (R) | 34 | 10 | 9  | 15 | 46 | 51 | −5  | 39  | Retrogradată în Segunda División de Costa Rica                       |
| 11  | Universidad de Costa Rica | 32 | 7  | 14 | 11 | 34 | 34 | 0   | 35  |                                                                      |
| 12  | Ramonense (R)             | 32 | 5  | 17 | 10 | 28 | 34 | −6  | 32  | Retrogradată în Segunda División de Costa Rica                       |

Ultima actualizare: 16 mai 2010
Sursa: UNAFUT es
Reguli de clasare: 
1) puncte; 2) diferența de goluri; 3) goluri marcate.
POZ = Poziția în clasament; (C) = Campioană; (R) = Retrogradată; (P) = Promovată; (E) = Eliminată; (O) = Câștigătoare de play-off; (A) = Avansează în runda următoare. 
Aplicabil doar când sezonul nu este terminat: 
(Q) = Calificare în faza competiției indicată; (TQ) = Calificare în competiție, dar încă nu în faza indicată; (RQ) = Calificată în competiția de retrogradare indicată; (DQ) = Descalificată din competiție.